# بيلو بلباو
بيلو بلباو (بالإسبانية: Pello Bilbao )‏ (و. 1990  م) هو راكب دراجة هوائية إسباني، ولد في غرنيكا، شارك في طواف إسبانيا، وطواف إسبانيا 2014، وطواف فرنسا 2019.

## سباقات أو مراحل فاز بها
| التاريخ        | السباق                                             | المركز                                                                 |
| -------------- | -------------------------------------------------- | ---------------------------------------------------------------------- |
| 02 أكتوبر 2011 | طواف فونديه 2011                                   | الثاني في التصنيف العام                                                |
| 13 أكتوبر 2012 | طواف بكين 2012                                     | العاشر في تصنيف أفضل شاب                                               |
| 02 فبراير 2014 | سباق جائزة لا مارسيليس الكبرى 2014                 | الثامن في التصنيف العام                                                |
| 13 أبريل 2014  | كلاسيكا بريمافيرا 2014                             | الفائز في التصنيف العام                                                |
| 25 مايو 2014   | طواف النرويج 2014                                  | الثاني في تصنيف أفضل شاب، السابع في التصنيف العام                      |
| 31 يوليو 2014  | سيركويتو دي جيتكسو 2014                            |                                                                        |
| 01 يناير 2015  | طواف أندلوسيا 2015                                 |                                                                        |
| 04 أبريل 2015  | جائزة ميغيل إندوراين 2015                          | العاشر في التصنيف العام                                                |
| 11 أبريل 2015  | طواف إقليم الباسك 2015                             | العاشر في تصنيف الجبال                                                 |
| 19 أبريل 2015  | طواف كاستيلون 2015                                 | الرابع في التصنيف العام                                                |
| 03 مايو 2015   | طواف تركيا 2015                                    | الثامن في تصنيف الجبال                                                 |
| 14 يونيو 2015  | تور دي بوس 2015                                    | الفائز في التصنيف العام                                                |
| 17 أبريل 2016  | فولتا كاستيلا ليون 2016                            |                                                                        |
| 21 أغسطس 2020  | سباق الطريق ضد الساعة للرجال في بطولة إسبانيا 2020 | الفائز في التصنيف العام                                                |
| 28 أغسطس 2022  | دويتشلاند تور 2022                                 | الأول في تصنيف النقاط، الثاني في التصنيف العام، الخامس في تصنيف الجبال |
| 09 يونيو 2023  | غروسر برايس ديس كانتونس أرجو 2023                  |                                                                        |

## روابط خارجية
- بيلو بلباو على موقع الاتحاد الدولي للدراجات (الإنجليزية)
- بيلو بلباو على موقع أرشيف الدراجات (الإنجليزية)
- بيلو بلباو على موقع إحصائيات الدراجات الإحترافية (الإنجليزية)
- بيلو بلباو على موقع نسبة الدراجات (الإنجليزية)
- بيلو بلباو على موقع CycleBase (الإنجليزية)